# Gabriele Kluge
Gabriele Kluge (* 1949 in Magdeburg) ist eine deutsche Sängerin.

## Leben
Gabriele Kluge begann nach der 10. Klasse im Jahr 1965 eine Lehre als Stenotypistin und trat bereits zu dieser Zeit – mit 16 Jahren – mit der Magdeburger Combo „Connys“ bei öffentlichen Veranstaltungen auf. Ihre erste Fernsehsendung war Schlager 68 mit dem 1967 für den Rundfunk produzierten Titel „Unsre Heimat“ von Klaus Hugo und Jean Burger. Später wechselte sie zum Jürgen-Heider-Swingtett, einer über die Grenzen Magdeburgs hinaus bekannten Gruppe. Nach Beendigung der Lehre zur Stenotypistin begann sie die neunmonatige Ausbildung im neugegründeten Studio für Unterhaltungskunst in Berlin. Nach dem Abschluss erhielt sie den Berufsausweis für Sängerinnen und – neben anderen Sängerinnen und Sängern – einen Zweijahresvertrag beim DFF. Danach nahm sie eine ganze Anzahl Schallplatten- und Rundfunktitel auf. Ihr größter Hit Sommerliebe ist auf vielen CDs zu finden. Es folgten Tourneen im In- und Ausland, ehe sie 1990 ihre Karriere in der Magdeburger Stadthalle als Sängerin des Stadthallenorchesters unter Leitung von Curt Dachwitz beendete.

## Diskografie
- Immer sagst du verzeih, Amiga 450 677
- Sommerliebe, Amiga 450 690
- Ich glaube, die Nacht vergesse ich nie, Amiga 450 741
- Jeder muss sich entscheiden, Amiga 450 807
- Sorgen mit der Liebe, Amiga 450 807
- Wozu denn das Gerede, Amiga 855 148
- Lange nicht gesehen, Amiga 855 167
- Barfuss im weißen Sand
- Hojo – aho, Amiga 855 199

## Weitere Rundfunkerfolge
- Kuss ist nicht gleich Kuss
- Auch wir beide
- Ich möchte schick sein (1970)